# Manfred Trauzettel
Manfred Trauzettel (* 6. März 1929 in Leipzig; † 11. September 2001 ebenda) war ein deutscher Maler und Grafiker. Er gilt als später Vertreter der klassischen Moderne.

## Leben und Werk

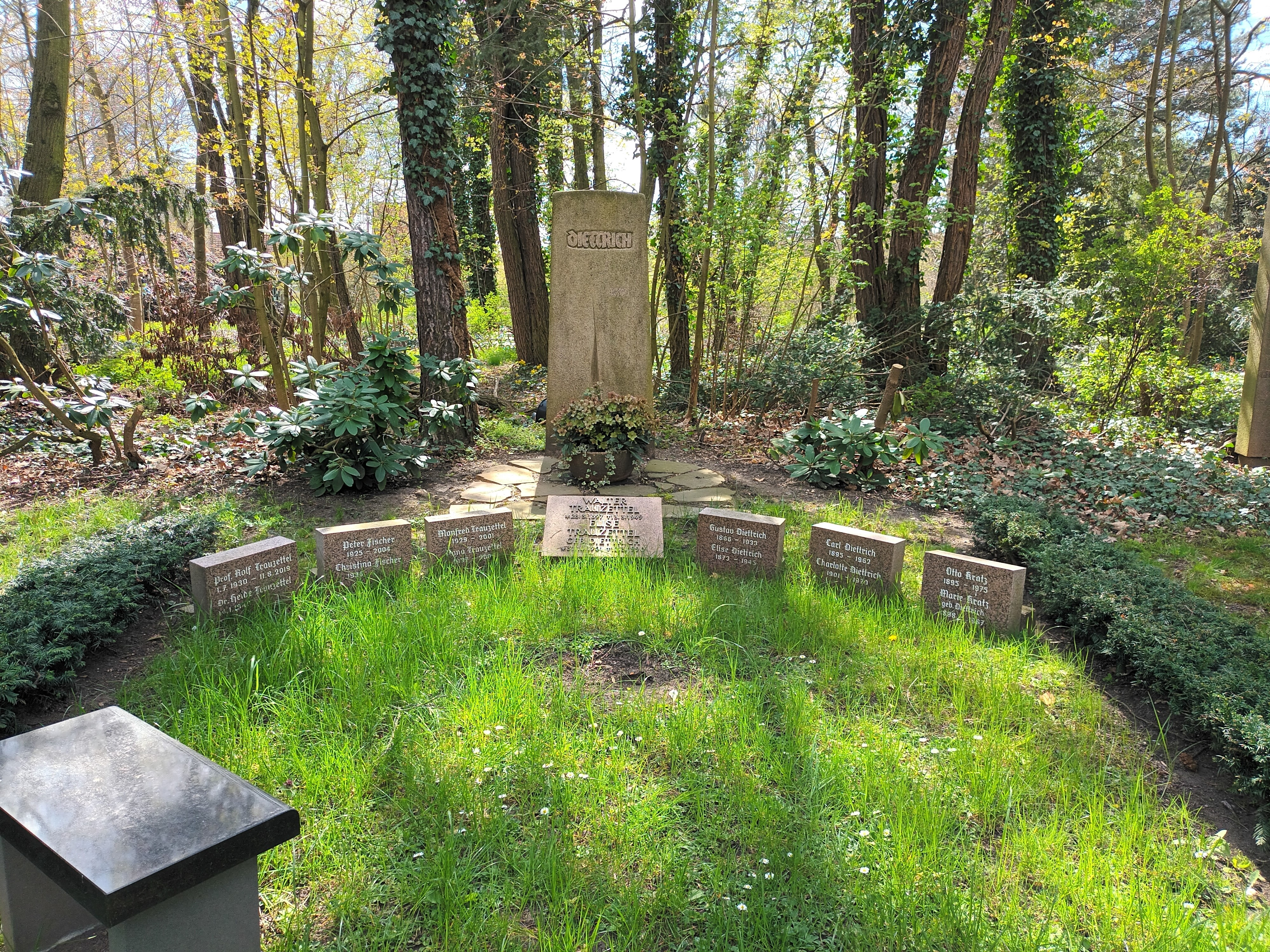
Grabstätte Manfred Trauzettel und Angehörige

Trauzettel besuchte in Leipzig die Thomasschule und war von 1939 bis 1948 Mitglied des Thomanerchores. Von 1946 bis 1948 nahm er privaten Kunstunterricht, und von 1949 bis 1952 studierte er bei Otto Laible an der Staatlichen Akademie der Bildenden Künste Karlsruhe. Danach arbeitete er freischaffend in Leipzig. Er war bis 1990 Mitglied des Verbandes Bildender Künstler der DDR.
Sein Grab befindet sich auf dem Südfriedhof in Leipzig.

## Rezeption
„… genialer Musiker, Sänger und Maler, begnadeter Unterhalter und einsamer Einzelgänger inmitten eines großen Bekanntenkreises. Klassisches Beispiel des bürgerlichen Genies, das an sich selbst scheiterte. Dabei war er mit seinen künstlerischen Ambitionen nicht allein, sondern Teil einer Entwicklung zu der für ihre Leistungen so bedeutsame Namen zählen wie die Grafiker oder Maler: Arnd Schultheiß, Gil Schlesinger, Manfred Martin d. Ä., Heinz Müller (der frühe), Kurt Frühauf, Roland Frenzel oder die Bildhauerin Maria Becke-Rausch.“

## Werke (Auswahl)
- Porträt Erika Uibe (Öl auf Hartfaser, 121 × 103 cm, 1954; Kunsthalle der Sparkasse Leipzig)[2]

## Ausstellungen
- 1957, 1959 und 1979: Leipzig, Bezirkskunstausstellungen
- 1986: Leipzig, Galerie Wort und Werk (Personalausstellung; Malerei)
- 2003: Leipzig, Kunsthalle der Sparkasse Leipzig („Leipzig und die klassische Moderne“)